# ابن القاص
ابن القاص، أبو العباس، أحمد بن أبي أحمد الطبري الشافعي، كان واليا على طرطوس ومات بها مرابطا عام 335.
قال عنه في سير أعلام النبلاء: «الإمام الفقيه شيخ الشافعية أبو العباس أحمد بن أبي أحمد الطبري ثم البغدادي الشافعي ابن القاص تلميذ أبي العباس بن سريج. حدث عن: أبي خليفة الجمحي وغيره».

## مصنفاته
- له شرح حديث أبي عمير
- له كتاب (المفتاح)
- له كتاب (المواقيت)
- أدب القاضي
- التلخيص الذي شرحه أبو عبد الله الخَتَنُ خَتَنُ الإسماعيلي
- شرح مختصر المزني